# إليترا لامبورغيني
إليترا ميورا لامبورغيني (من مواليد 17 مايو 1994) مغنية وعارضة أزياء وشخصية تلفزيونية، اشتهرت بعد حصولها على الاهتمام الأولي بالمشاركة في برامج الواقع ، أصدرت أول أغنية لها «بيم بيم» في أوائل عام 2018. ثم أصدرت ألبومها الأول تويركنغ كوين في صيف عام 2019.

## روابط خارجية
- إليترا لامبورغيني على موقع IMDb (الإنجليزية)
- إليترا لامبورغيني على موقع ميوزك برينز (الإنجليزية)
- إليترا لامبورغيني على موقع أول ميوزيك (الإنجليزية)
- إليترا لامبورغيني على موقع ديسكوغز (الإنجليزية)
- إليترا لامبورغيني على موقع قاعدة بيانات الفيلم (الإنجليزية)

- إليترا لامبورغيني على IMDB
- إليترا لامبورغيني على allmusic
- إليترا لامبورغيني على discogs